# Shuotherium
Shuotherium − rodzaj wymarłego ssaka z podgromady prassaków (Prototheria), należącego do kladu Yinotheria i rzędu Shuotheridia, spokrewnionego ze stekowcami. Zamieszkiwał tereny dzisiejszej Anglii w środkowej jurze. Jego najbliższym krewnym był Pseudotribos.
Etymologia nazwy rodzajowej: antyczna (221–263), chińska nazwa Shu dla prowincji Syczuan; θηριον thērion „dzikie zwierzę”.